# Водлозеро
Водлозеро (рус. Водлозеро) је језеро у Русији. Налази се на територији Републике Карелије. Површина језера износи 322 km².